# Novi Kobaš
Novi Kobaš je bivše naseljeno mjesto u Republici Hrvatskoj u općini Oriovac u Brodsko-posavskoj županiji.

## O naselju
Novi Kobaš je bivše naselje u općini Oriovac postojalo do 1948. godine, kada je pripojeno naselju Slavonski Kobaš.

## Stanovništvo
Prema popisu stanovništva iz 1948. kada je bilo samostalno naselje Novi Kobaš je imalo 244 stanovnika. 
| broj stanovnika | 178   | 148   | 158   | 210   | 243   |       | 285   | 244   | 244   |       |       |       |       |       |       |
|                 | 1857. | 1869. | 1880. | 1890. | 1900. | 1910. | 1921. | 1931. | 1948. | 1953. | 1961. | 1971. | 1981. | 1991. | 2001. |

- Napomena: Novi Kobaš do 1900. iskazivan pod imenom Novo Selo.